# Macouba
Macouba – miasto na Martynice (departament zamorski Francji). W 2009 roku mieszkało tam 1239 mieszkańców.